# Mary Augusta Ward
assinatura
Mary Augusta Ward CBE (nascida Arnold; 11 de junho de 1851 - 24 de março de 1920) foi uma romancista britânica que escreveu sob seu nome de casada como Sra. Humphry Ward. Ela trabalhou para melhorar a educação dos pobres e se tornou a presidente fundadora da Liga Nacional Anti-Sufrágio das Mulheres.

## Primeiros anos
Mary Augusta Arnold nasceu em Hobart, Tasmânia, Austrália, em uma proeminente família intelectual de escritores e educadores. Mary era filha de Tom Arnold, professor de literatura, e de Julia Sorell. Seu tio era o poeta Matthew Arnold e seu avô Thomas Arnold, o famoso diretor da Rugby School. Sua irmã Julia fundou uma escola e se casou com Leonard Huxley e seus filhos foram Julian e Aldous Huxley. Os Arnolds e os Huxleys foram uma influência importante na vida intelectual britânica.

Árvore genealógica de Huxley e Arnold

O pai de Mary, Tom Arnold, foi nomeado inspetor de escolas em Van Diemen's Land (hoje Tasmânia ) e iniciou seu cargo em 15 de janeiro de 1850. Tom Arnold foi recebido na Igreja Católica Romana em 12 de janeiro de 1856, o que o tornou tão impopular em seu trabalho (e com sua esposa) que ele renunciou e partiu para a Inglaterra com sua família em julho de 1856. Mary Arnold completou cinco anos um mês antes de partirem e não tinha mais nenhuma ligação com a Tasmânia. Ao chegar à Inglaterra, foi oferecido a Tom Arnold a cátedra de literatura inglesa na contemplada universidade católica de Dublin, mas isso só foi ratificado após algum atraso.
Mary passava grande parte do tempo com a avó. Ela foi educada em vários internatos (dos 11 aos 15 anos, em Shifnal, Shropshire) e aos 16 anos voltou a morar com os pais em Oxford, onde seu pai lecionava história. Seus tempos de escola serviram de base para um de seus romances posteriores, Marcella (1894).
Em 6 de abril de 1872, ainda com menos de 21 anos, Mary casou-se com Humphry Ward, colega e tutor do Brasenose College, e também escritor e editor. Nos nove anos seguintes ela continuou morando em Oxford, na 17 Bradmore Road, onde é homenageada com uma placa azul. Ela já havia se familiarizado com o francês, o alemão, o italiano, o latim e o grego. Ela estava desenvolvendo um interesse pelo serviço social e educacional e fazendo esforços provisórios na literatura. Ela acrescentou o espanhol às suas línguas e, em 1877, empreendeu a escrita de um grande número de vidas dos primeiros eclesiásticos espanhóis para o Dicionário de Biografia Cristã, editado pelo Dr. William Smith e Dr. Henry Wace. Sua tradução do Diário de Amiel apareceu em 1885.
Ward apoiou a abertura da Universidade de Oxford para estudantes do sexo feminino. Foi membro da Comissão de Palestras para Mulheres, que se reuniu a partir de 1873 e organizou cursos de palestras com exame final opcional para mulheres. Com outros membros do comitê ela formou a Associação para a Educação das Mulheres, que apoiou a abertura de salas para estudantes mulheres em Oxford.

## Carreira

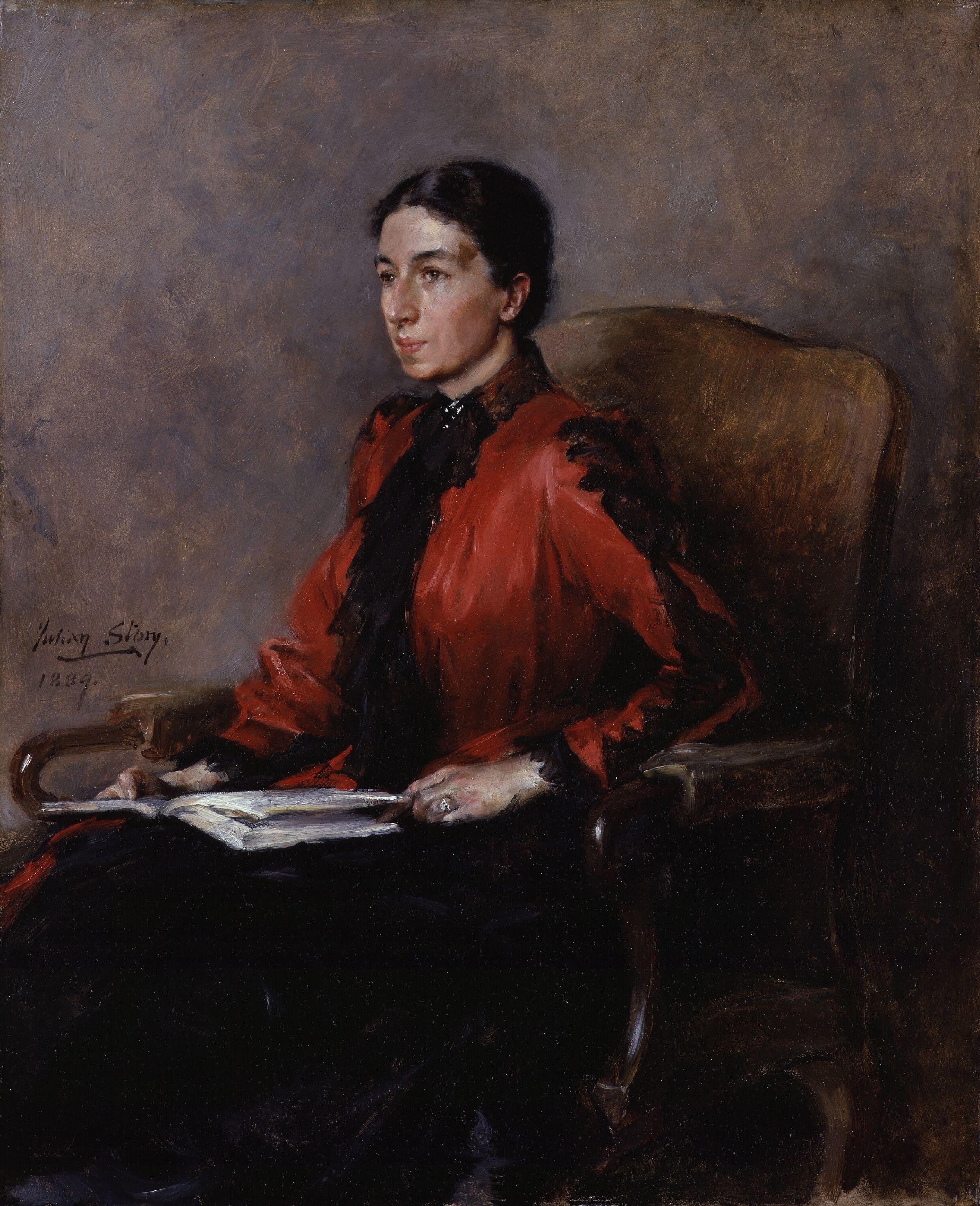
Mary Augusta Ward, de Julian Russell Story, 1889

Ward começou sua carreira escrevendo artigos para a Macmillan's Magazine enquanto trabalhava em um livro para crianças publicado em 1881 sob o título Milly and Olly . Isto foi seguido em 1884 por um estudo mais ambicioso, embora leve, da vida moderna, Miss Bretherton, a história de uma atriz.  Os romances de Ward continham fortes temas religiosos relevantes para os valores vitorianos que ela mesma praticava. Sua popularidade se espalhou além da Grã-Bretanha até os Estados Unidos. Seu livro Lady Rose's Daughter foi o romance mais vendido nos Estados Unidos em 1903, assim como The Marriage of William Ashe em 1905. De longe, o romance mais popular de Ward foi o "romance com um propósito" religioso Robert Elsmere, que retratava o conflito emocional entre o jovem pastor Elsmere e sua esposa, cuja ortodoxia excessivamente estreita traz sua fé religiosa e seu amor mútuo a um impasse terrível; mas foi a discussão detalhada da " alta crítica " da época e sua influência na crença cristã, e não seu poder como peça de ficção dramática, que deu ao livro sua excepcional voga. Começou, como nenhum trabalho acadêmico poderia ter feito, uma discussão popular sobre o cristianismo histórico e essencial.

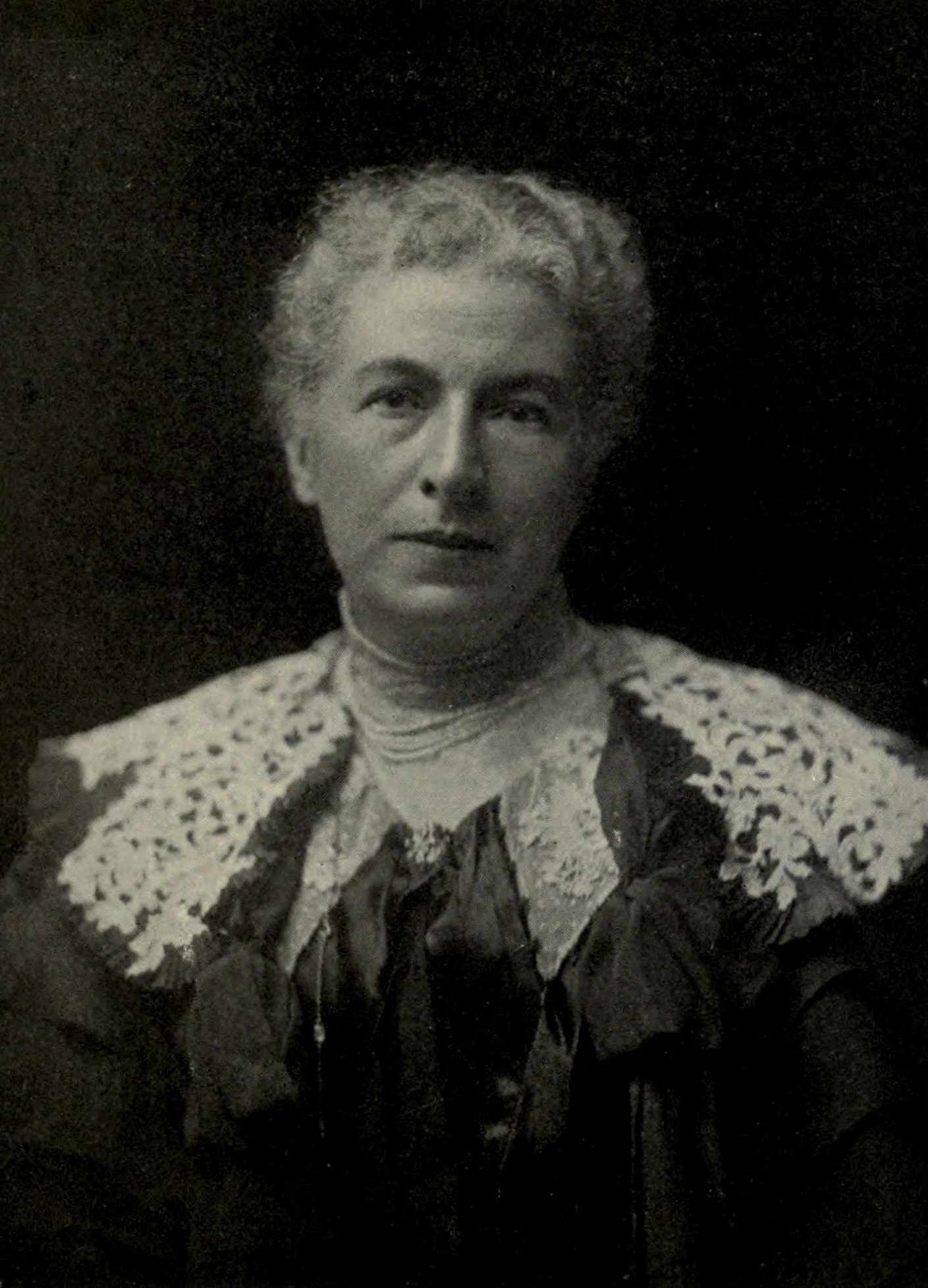
Ala Mary Augusta, 1914, por Henry Walter Barnett

Ela também foi uma ativista significativa contra o direito de voto das mulheres. No verão de 1908, ela foi abordada por George Nathaniel Curzon e William Cremer, que a convidaram para ser a presidente fundadora da Liga Nacional Anti-Sufrágio Feminina. Ward assumiu o trabalho, criando e editando a Anti-Suffrage Review. Ela publicou um grande número de artigos sobre o assunto, enquanto dois de seus romances, The Testing of Diana Mallory e Delia Blanchflower, foram usados como plataformas para criticar as sufragistas. Num artigo de 1909 no The Times, Ward escreveu que os problemas constitucionais, legais, financeiros, militares e internacionais eram problemas que só os homens podiam resolver. No entanto, ela veio para promover a ideia de as mulheres terem voz no governo local e outros direitos que o movimento anti-sufrágio dos homens não toleraria. Julia Stephen, mãe de Virginia Woolf, recomendou Florence Nightingale, Octavia Hill e Ward como bons modelos para suas filhas.
Durante a Primeira Guerra Mundial, Ward foi convidado pelo ex-presidente dos Estados Unidos Theodore Roosevelt a escrever uma série de artigos para explicar aos americanos o que estava acontecendo na Grã-Bretanha. Seu trabalho envolveu visitar as trincheiras da Frente Ocidental e resultou em três livros, England's Effort - Six Letters to an American Friend (1916), Towards the Goal (1917) e Fields of Victory (1919).
Ward foi nomeado Comandante da Ordem do Império Britânico nas Honras de Ano Novo de 1919.

## Diarista (anônimo)
Ao longo da década de 1880, Mary manteve um diário pessoal de histórias sociais e literárias das pessoas que conheceu e conheceu. Ela preferiu conduzir suas observações anonimamente, e o diário nunca foi publicado durante sua vida. Suas reminiscências foram fortemente inspiradas por sua amiga Lucy B. Walford em um livro de memórias de 1912 no qual ela é referida simplesmente como "Mary". Pouco depois da morte de Mary, em 1921, o diário foi publicado, ainda anonimamente, como Ecos dos anos oitenta: folhas do diário de uma senhora vitoriana. A identificação de Mary Ward como autora do diário era desconhecida até 2018, quando um artigo online, sobre a descrição do diário de Oscar Wilde vestindo um casaco em forma de violoncelo, cruzou suas histórias com informações correspondentes nas memórias de Walford.

## Morte
Mary Augusta Ward morreu em Londres e foi enterrada em Aldbury, em Hertfordshire, perto de sua amada casa de campo, Stocks.

## Filmografia
- The Marriage of William Ashe, dirigido por Cecil Hepworth (Reino Unido, 1916, baseado no romance The Marriage of William Ashe )
- Missing, dirigido por James Young (1918, baseado no romance Missing )
- Lady Rose's Daughter, dirigido por Hugh Ford (1920, baseado no romance Lady Rose's Daughter )
- The Marriage of William Ashe, dirigido por Edward Sloman (1921, baseado no romance The Marriage of William Ashe )